# 卡拉沃尼卡
卡拉沃尼卡（義大利語：Caravonica），是意大利因佩里亚省的一个市镇。总面积4.9平方公里，人口316人，人口密度64.5人/平方公里（2009年）。ISTAT代码为008012。